# Vojtěch Hynais

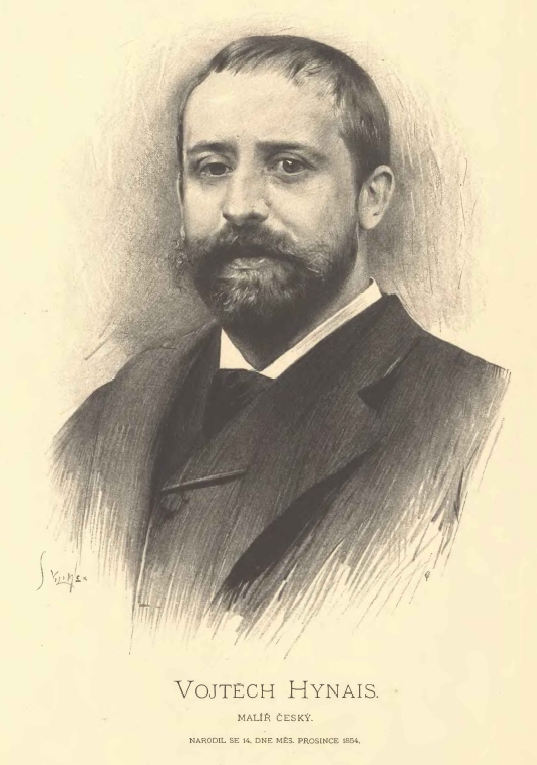
Vojtěch Hynais

Vojtěch Hynais (Wenen, 14 december 1854 - Praag, 22 augustus 1925) was een Tsjechisch kunstschilder, graficus en decorateur.

## Leven en werk
Hynais was de zoon van een kleermaker. Van 1870 tot 1873 studeerde hij te Wenen bij Karl Wurzinger om vervolgens in de leer te treden bij Anselm Feuerbach, bij wie hij historieschilderen leerde. Nadat hij de Oostenrijkse 'Italië-beurs' had gewonnen, verbleef hij van 1875 tot 1876 in Rome. Aansluitend trok hij naar Parijs, waar hij zich inschreef bij de École nationale supérieure des beaux-arts. Hij huwde met de Française Augusta Voirinová. In 1886 keerde hij terug naar Praag.
In Praag maakte Hynais aanvankelijk vooral naam als decoratieschilder van grote openbare gebouwen, waaronder het Nationaal Theater. Later maakte hij ook plafondschilderingen voor het Burghtheater te Wenen. Daarnaast maakte hij veel portretten en allegorische werken. Zijn meest bekende schilderij is Zima (Winter) uit 1901, waarin hij een schier gewichtloze vrouw sprookjesachtig door eenzaam en dreigend sneeuwlandschap laat zweven. Het toont zijn evolutie van een klassiek realisme naar een heldere, persoonlijke stijl, met invloeden van het impressionisme en het symbolisme.
Vanaf 1893 doceerde Hynais aan de kunstacademie te Praag. Hij overleed in 1925, 70 jaar oud. Veel van zijn werken zijn te zien in de Praagse Nationale Galerie.

## Galerij

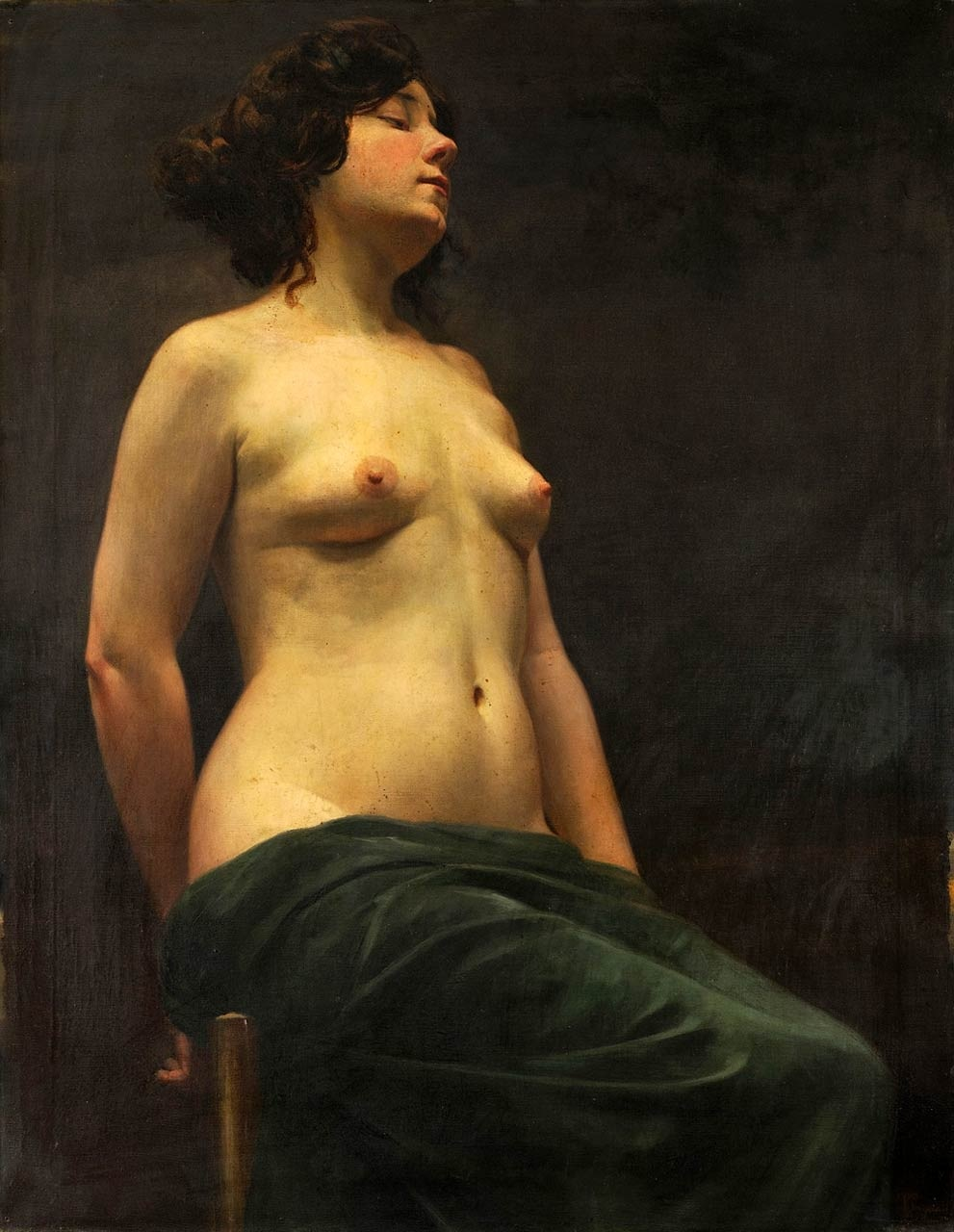
Vrouwelijk naakt
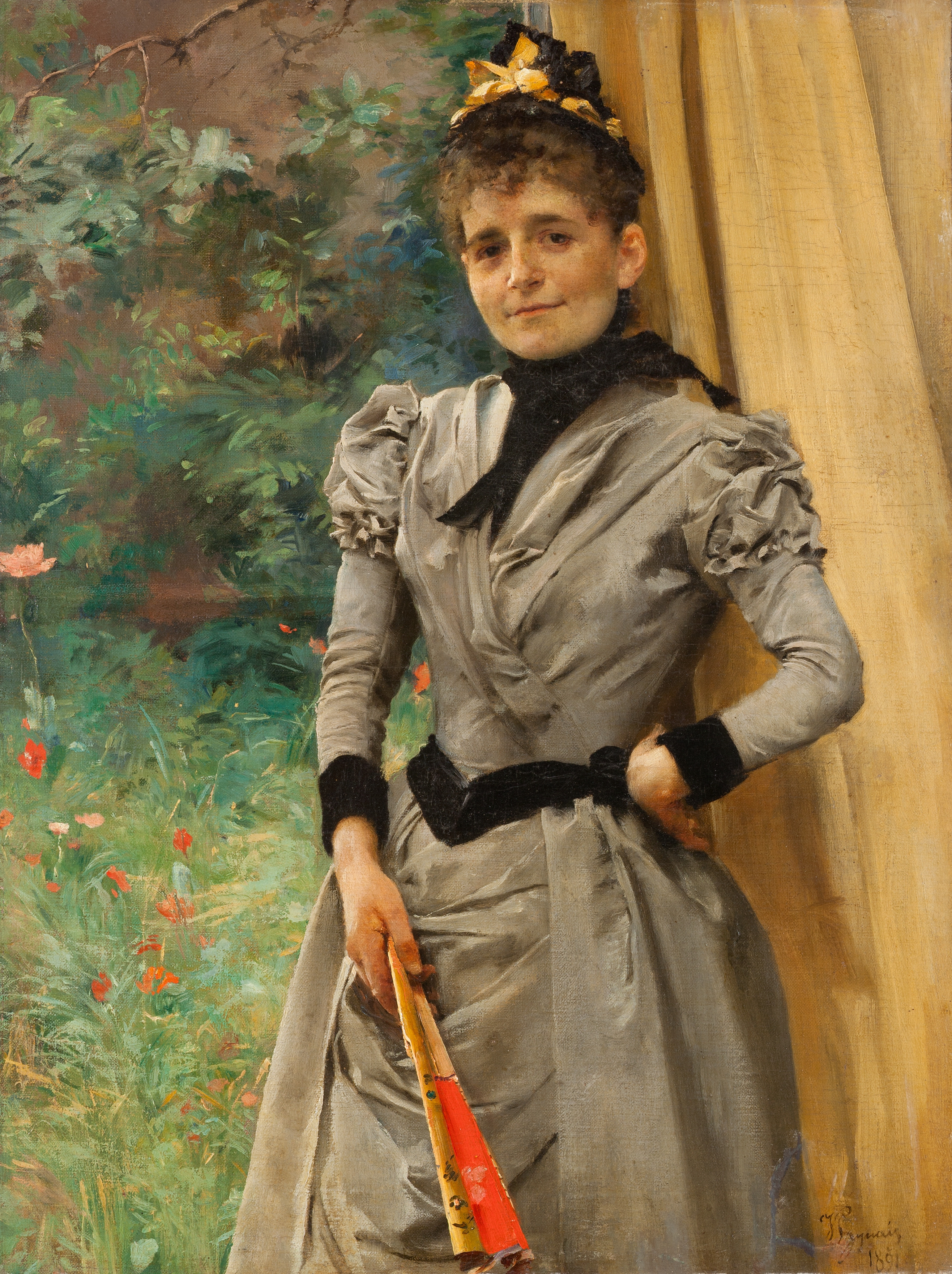
Vrouw met waaier
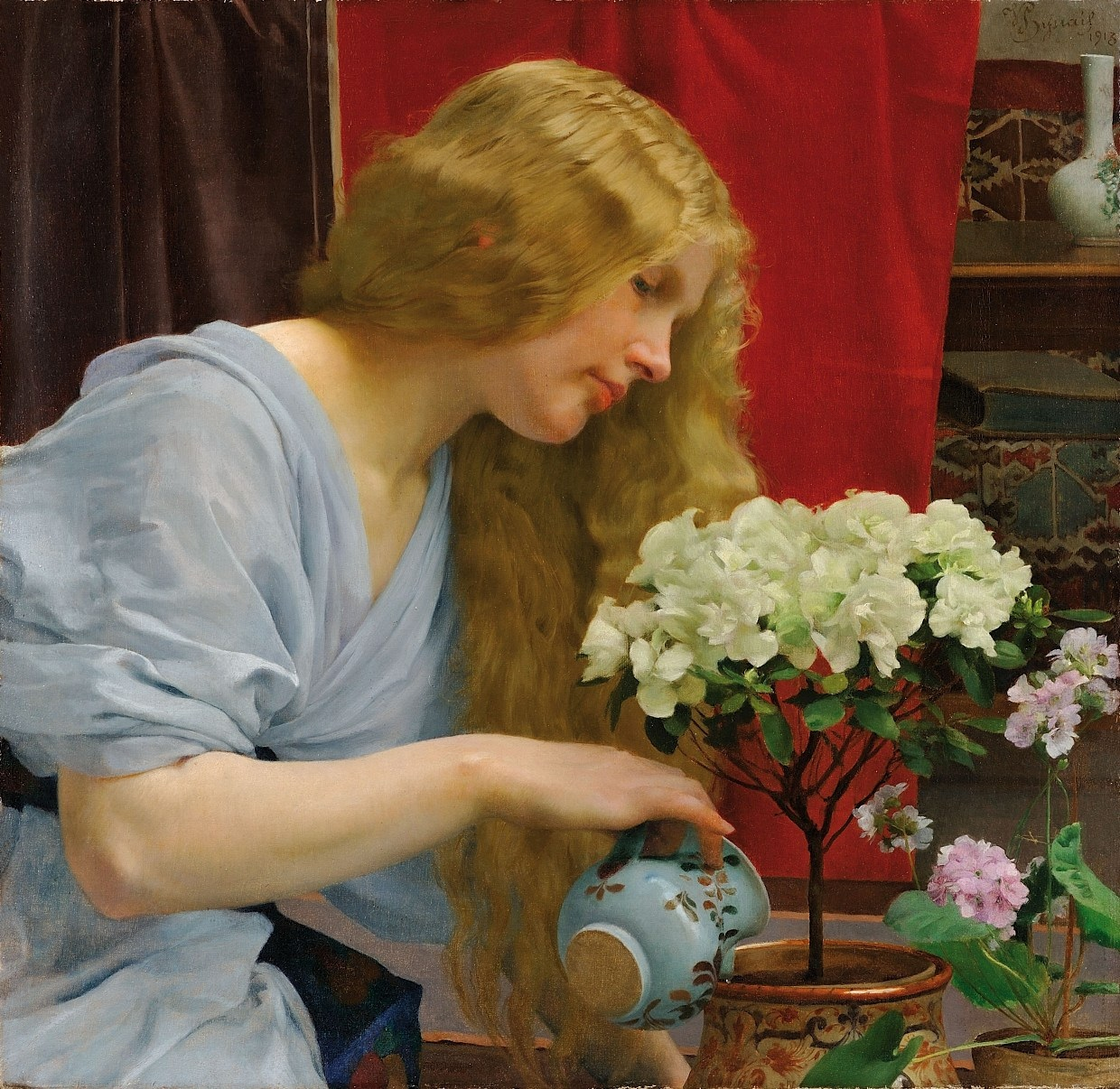
Meisje met waterkan
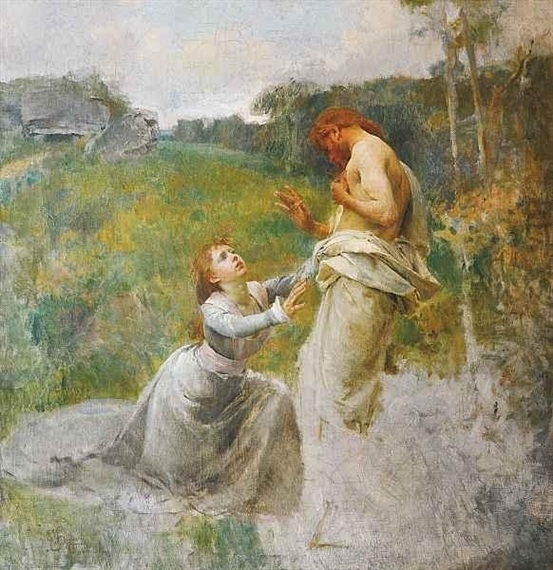
Christus en Magdalena
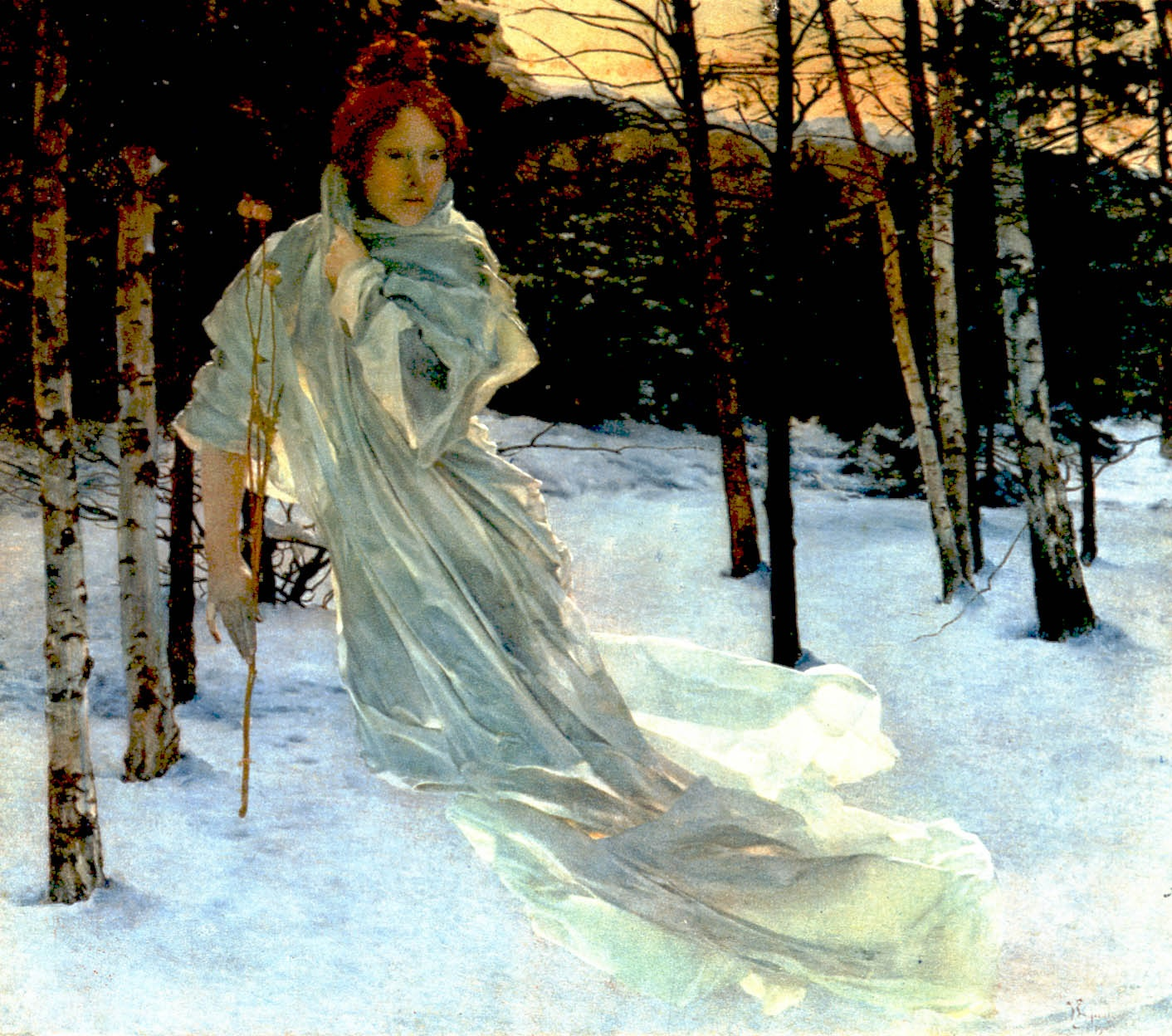
Winter